# Calolampra paula
Calolampra paula är en kackerlacksart som först beskrevs av Johann Gottlieb Otto Tepper 1893.  Calolampra paula ingår i släktet Calolampra och familjen jättekackerlackor. Inga underarter finns listade.